# Rubinsteintårta
Rubinsteintårta eller Rubinsteins tårta är en klassisk dansk tårta (danska Rubinsteinkage). Tårtan är uppkallad efter pianisten och kompositören Anton Rubinstein, som ofta besökte Köpenhamn och var bekant med H.C. Andersen. 
Det finns många varianter i Danmark, men den klassiska tårtan är rund och består av en seg mandelbiskvibotten, hallonsylt, rom-fromage, vispad grädde och chokladglaserade små petit-chouer runt om tårtan. Tårtan finns ofta på konditoriet La Glacé i Köpenhamn.